# Casa de los Toreros
Casa de los Toreros es una ganadería española de reses bravas, proveniente de la antigua ganadería del Marqués de Domecq y de una de las derivadas de esta, la ganadería de Martelilla; esta se llama actualmente Margalhos y está establecida en la localidad portuguesa de Serpa. Las reses de Casa de los Toreros pastan en la antigua finca del Marqués de Domecq, la finca “Martelilla”, en el término municipal de Jerez de la Frontera en la provincia de Cádiz; está inscrita en la Unión de Criadores de Toros de Lidia.
El hierro de la ganadería está formado por una “C” envuelta en una forma de escudo coronado por una corona marquesal, en referencia a la ganadería del Marqués de Domecq, de la que provienen las reses que forman la actual de Casa de los Toreros.

## Origen Marqués de Domecq
En el año 1945, Antonio Pérez de Herrasti adquiere la ganadería de los Mora-Figueroa, que tenía previamente desde 1928 otra formada con reses del Conde de la Corte. Se la vende en 1947 al marqués del Contadero, Jerónimo Pérez de Vargas. En los siguientes cuatro años es vendida dos veces, la primera en 1949 a Salvador Nogueras, y la segunda y última en 1951 a Pedro Domecq Rivero, que hace un cruce de esos toros con los de “Hijos de Juan Pedro Domecq”. Es la principal venta, dado que será la que dé pie a la fundación de la histórica ganadería del Marqués de Domecq; precisamente y después de cuatro años, don Pedro Domecq nombra su hierro como Ganadería Marqués de Domecq, de la que se derivarán diversas ganaderías y hierros.

## Historia de la ganadería
En 1979 muere Pedro Domecq Rivero y se hacen cargo de la ganadería su hermano Juan Pedro y su sobrino Gonzalo Domecq López de Carrizosa, y en 1996 a la muerte del primero se divide en dos: una nueva, que se lidia como “Martelilla”, que es el nombre de una de las fincas de Jerez de la Frontera, donde siempre han estado las ganaderías de la familia. En 1999 Gonzalo y su hermano Juan Pedro Domecq López de Carrizosa, con reses de Martelilla crean la actual ganadería de CASA DE LOS TOREROS. Durante catorce años fue una ganadería estimable, pero en 2014 se hacen cargo de ella Juan Pedro y Lourdes Domecq Bohórquez, hijos de Juan Pedrom que eliminan todo lo anterior y la forman con reses de Fuente Rey (Torrestrella, Jandilla y Juan Pedro Domecq Solís), terminando de conformar la ganadería ya sin nada puro de Marqués de Domecq.

## Características
La ganadería está conformada con reses de Encaste Juan Pedro Domecq procedentes de Jandilla, Torrestrella y Juan Pedro Domecq Solís. Atienden en sus características zootécnicas a las que recoge como propias de este encaste el Ministerio del Interior:
- Toros elipométricos y eumétricos, más bien brevilíneos con perfiles rectos o subconvexos, con una línea dorso-lumbar recta o ligeramente ensillada; y la grupa, con frecuencia, angulosa y poco desarrollada y las extremidades cortas, sobre todo las manos, de radios óseos finos.
- Bajos de agujas, finos de piel y de proporciones armónicas, bien encornados, con desarrollo medio, y astifinos, pudiendo presentar encornaduras en gancho. El cuello es largo y descolgado, el morrillo bien desarrollado y la papada tiene un grado de desarrollo discreto.[13][14]
- Sus pintas son negras, coloradas, castañas, tostadas y, ocasionalmente, jaboneras y ensabanadas, estas últimas por influencia de la casta Vazqueña. Entre los accidentales destaca la presencia del listón, chorreado, jirón, salpicado, burraco, gargantillo, ojo de perdiz, bociblanco y albardado, entre otros.